# الدياكينتينيرا
بلدية الدياكينتينيرا (بالإسبانية: Aldeacentenera)‏، هي بلدية تقع في مقاطعة قصرش والتي تقع في منطقة إكستريمادورا، غرب إسبانيا.
يبلغ عدد سكانها 899 نسمة وفقاً لإحصائية سنة (2002).